# Shōma Kamata
Shōma Kamata (鎌田 翔雅?, Kamata Shōma; Chigasaki, 15 giugno 1989) è un ex calciatore giapponese, di ruolo difensore.

## Caratteristiche tecniche
Ricopre il ruolo di terzino destro.

## Carriera
Prodotto del vivaio del Shonan Bellmare, compie il suo debutto in prima squadra nel 2008. Passato in prestito annuale al JEF United nel 2010, compie quindi il suo ritorno presso i verdiblu, con i quali ottiene la promozione in J1 League alla fine del 2012.
Nel 2014 passa in prestito al Fagiano Okayama, facendo quindi ritorno in J2 League, prima di essere acquistato dallo Shimizu S-Pulse l'anno seguente.

## Palmarès

### Club

#### Competizioni nazionali
- J3 League: 1

Blaublitz Akita: 2020

### Nazionale
- Giochi asiatici: 1

2010